# Quincy (California)
Quincy è un census-designated place degli Stati Uniti d'America, capoluogo dell'contea di Plumas, nello Stato della California.